# شادی شیطان
شادی شیطان یا Joy of Satan (JoS) یک وب سایت و سازمان غیبی باطنی غربی است که در سال ۲۰۰۲ توسط ماکسین دیتریش (Andrea Maxine-Dietrich) تأسیس شد. شادی شیطان طرفدار «شیطان‌پرستی معنوی» یا «شیطان‌پرستی خداباور» است، ایدئولوژی ای که ترکیبی منحصر به فرد از شیطان پرستی خداباور، نازیسم، بت‌پرستی گنوسی، باطنی گرایی غربی، تئوری‌های توطئه بشقاب پرنده‌ها، و باورهای فرازمینی مشابه آنچه که توسط زکریا سیچین و دیوید آیک رایج شده‌است را نشان می‌دهد.

## باورها

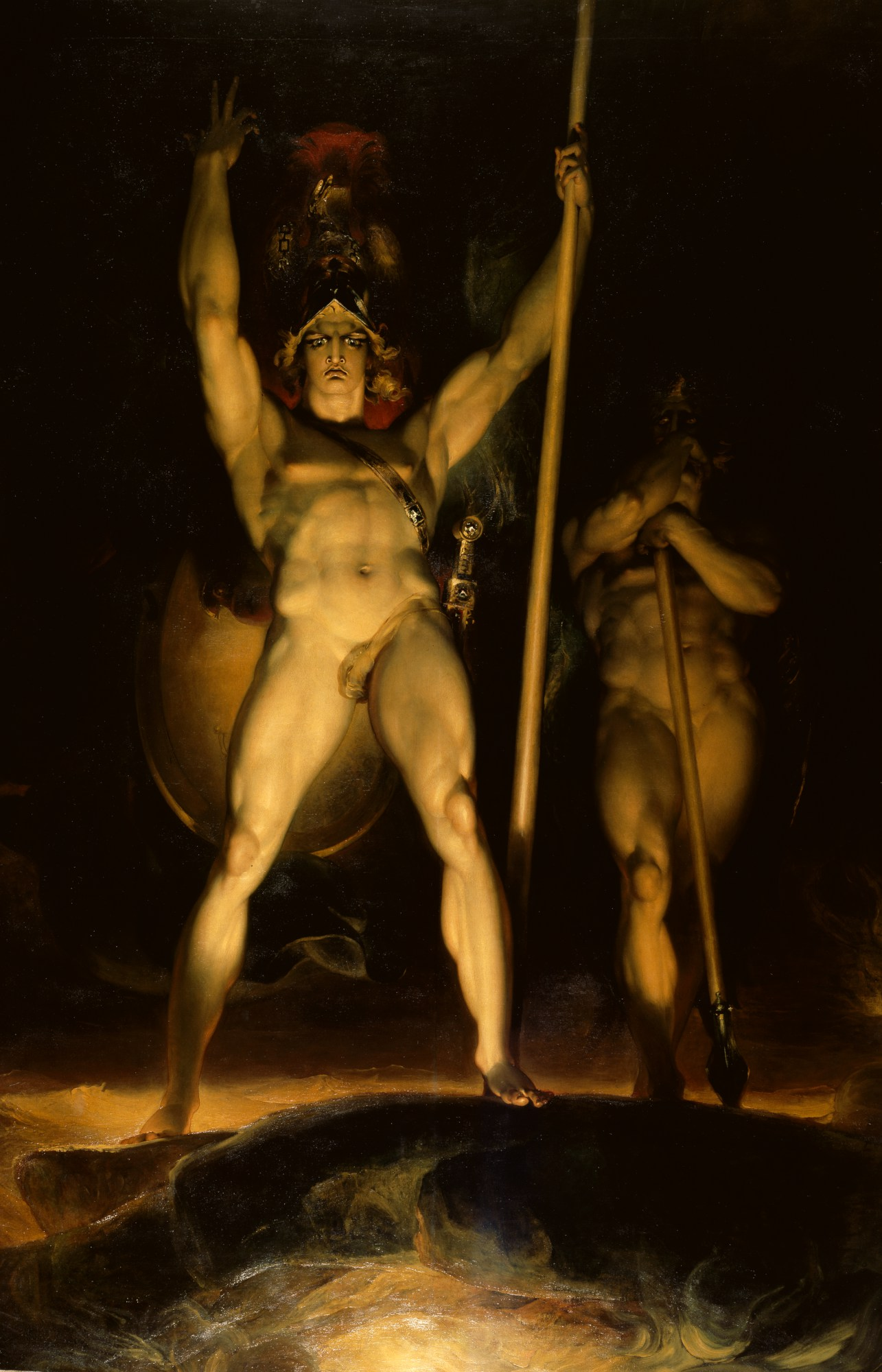
لوسیفر (شیطان)

اعضا بر این باورند که شیطان «پدر واقعی و خدای خالق بشر» است، که آرزوی او این بود که مخلوقات او و بشر از طریق دانش و درک تعالی یابد. آنها معتقدند که خدای یهودی-مسیحی و همچنین خدای اسلامی، در واقع دشمن شیطانی بشر است که با یهودیان کار می‌کند.
انجمن شادی شیطان باور دارد که اجنه در واقع خدایانی هستند که بشر را خلق کرده‌اند.
آنها به دلیل عقاید صهیونیسم ستیزانه و ارتباط با رئیس سابق جنبش ناسیونال سوسیالیست، یک سازمان نئونازی آمریکایی، توسط دشمنانشان مورد تهمت قرار گرفته اند.

## فعالیت
یکی از بخش‌های خارجی شادی شیطان نیز بخش فارسی است.